# Kanryō Higaonna
Kanryō Higaonna (okinawaïen : 東恩納 寛量, Higaonna Kanryō), nom chinois Shen Shanxi (慎善煕, shèn shànxī) né le 10 mars 1853, dans le village de Nishi (Nishimura (西村)) à Naha, sur l'île d'Okinawa, dans le royaume de Ryūkyū (1429 – 1879), décédé en 1915, à Naha également, conquis en 1879 par l'empire du Japon, parfois aussi appelé Higashionna (les caractères composant son nom peuvent être lus de plusieurs façons, Higaonna étant plus courant en okinawaïen et Higashionna en japonais). Il est issu d'une famille de marchands de bois de chauffage, qui était un confort coûteux à l'époque dans l'archipel Ryūkyū.
Au début des années 1860, il commence l'étude des arts martiaux d'Okinawa sous la férule de Seisho Aragaki ainsi qu'avec probablement plusieurs autres maîtres. À l'époque, le mot karaté n'était pas d'usage commun et on nommait les arts martiaux simplement Te (la main) parfois précédé de la région d'origine de l'art comme Naha-te, Shuri-te ou encore Okinawa-te.
Le royaume de Ryūkyū était alors vassalisé par la Chine de la dynastie Qing. En 1877, Higashionna embarque pour Fuzhou dans la province du Fujian en Chine continentale. Il y passe plusieurs années (entre cinq et vingt selon les sources, quoique ce dernier chiffre semble peu probable). Il passera le plus clair de son temps à étudier avec plusieurs professeurs d'arts martiaux chinois. Un de ses premiers professeurs fut Xie Chongxiang (謝崇祥), un professeur de wushu du style de la « grue blanche » (白鹤拳, báihè quán), un des styles de kung fu du sud de la Chine « nanquan ». Qui fonde plus particulièrement le Minghe quan (zh) (鳴鶴拳 / 鸣鹤拳, mínghè quán, « Poing du Cri de la grue blanche »). On sait peu de chose sur Xie Chongxiang sinon qu'il était cordonnier et que Higaonna le citait comme quelqu'un d'extrêmement fort.
En 1885, Kanryo Higaonna retourne à Okinawa, entre-temps conquis par l'empire du Japon, et reprend l'affaire familiale. Il commence aussi à enseigner les arts martiaux à Naha et dans les alentours. Il se distinguait dans son style par l'intégration à la fois de techniques go-jo (dur) et jū-no (souple) dans un système unique. Il devint tellement incontournable que le nom Naha-te (main de Naha) finit par être assimilé à son enseignement.
Higaonna était connu pour son puissant kata sanchin (voir les kata du gōjū-ryū). Les étudiants racontaient que le sol en bois devenait chaud par l'ancrage de ses pieds.
À sa mort, il laissera quelques rares disciples mais on compte parmi ceux-ci quelques-uns des maîtres les plus influents du karaté : Chōjun Miyagi, Kyoda Shigehatsu, Koki Shiroma et Higa Seiko. Chōjun Miyagi, qui fondera plus tard le gōjū-ryū, lui succède à la tête de l’école, fondant les bases du karaté.